# 20點新聞 (法國電視一台)
20點新聞 （法語：Journal de 20 heures de TF1）是法國電視一台於每晚20點播出的一個電視新聞節目，自1981年2月16日開始播出。20點新聞的現任週一至週四的主播是Gilles Bouleau，他自2012年6月4日開始主持這檔節目。週五至週日的主播則是Anne-Claire Coudray。現在20點新聞是法國收視率最高的新聞節目。